# Bordesholm
Bordesholm település Németországban, Schleswig-Holstein tartományban. Lakosainak száma 7867 fő (2023. december 31.).

## Népesség
A település népességének változása:
| Lakosok száma | 6079 | 7646 | 7749 | 7814 | 7914 | 7867 |
|               | 1975 | 2017 | 2019 | 2021 | 2022 | 2023 |